# 内根博恩
内根博恩是德国下萨克森州的一个市镇。总面积9.87平方公里，总人口691人，其中男性347人，女性344人（2011年12月31日），人口密度70人/平方公里。